# Ilektra Rapti
Ilektra Rapti (27 marzo 2009) è una nuotatrice artistica greca.

## Biografia
Ha esordito nella Coppa del Mondo di nuoto artistico il 28 febbraio 2025 a Parigi, concludendo al nono posto nel programma tecnico del duo.
Viene selezionata della squadra greca per i campionati mondiali giovanili di nuoto artistico 2023, vincendo l'argento nella gara a squadre combinata.

## Palmarès
- Mondiali giovanili

Atene 2023: argento nel team combinato

### Coppa del Mondo
- 1 podio:
  - 1 terzo posto (1 nel duo)